# اماجیک
اماجیک (به لاتین: Amajić}} یک منطقهٔ مسکونی در صربستان است که در Mali Zvornik واقع شده‌است.